# ورنوسی
ورنوسی (به انگلیسی: Varanavasi) یک روستا در هند است که در Ariyalur district واقع شده‌است.

## خصوصیات
ورنوسی ۴٬۰۵۱ نفر جمعیت دارد.